# Tóli César Machado
António Luís Patrício da Silva César Machado (Porto, 8 de junho de 1961), conhecido por seu nome artístico Tóli César Machado, é um compositor e músico de renome português de uma das bandas de maior referência do pop rock em Portugal. Na qualidade de baterista ajudou a fundar os GNR (Grupo Novo Rock), em 1980, juntamente com Alexandre Soares (vocal e guitarra) e Vitor Rua (guitarra).
É considerado uma personalidade insigne, de elevado rigor profissional e criatividade no meio musical português, quer pelo grande talento como pela mestria com que compõe as músicas ao longo da sua carreira. Mas foi com as saídas de Vitor Rua, em 1982, e Alexandre Soares em 1987, que Tóli assumiu a autoria da maioria das composições musicais, em parceria com o vocalista Rui Reininho e o baixista Jorge Romão, formação que se mantém desde 1983.
Tóli desde cedo que se interessou por música, por incentivo da sua família que lhe oferecia discos durante a infância e que ele tentava reproduzir com instrumentos improvisados, deixando-se inspirar por outros bateristas de renome internacional. O seu verdadeiro instrumento inicialmente foi a bateria, que o levou a incorporar o projeto GNR, para depois se dedicar de forma consistente à prática de outros instrumentos, como a guitarra, teclas e acordeão, entre outros. Em 2014 foi eleito pela equipa da Blitz como um dos trinta melhores bateristas nacionais.

## Biografia e carreira

### Infância e juventude

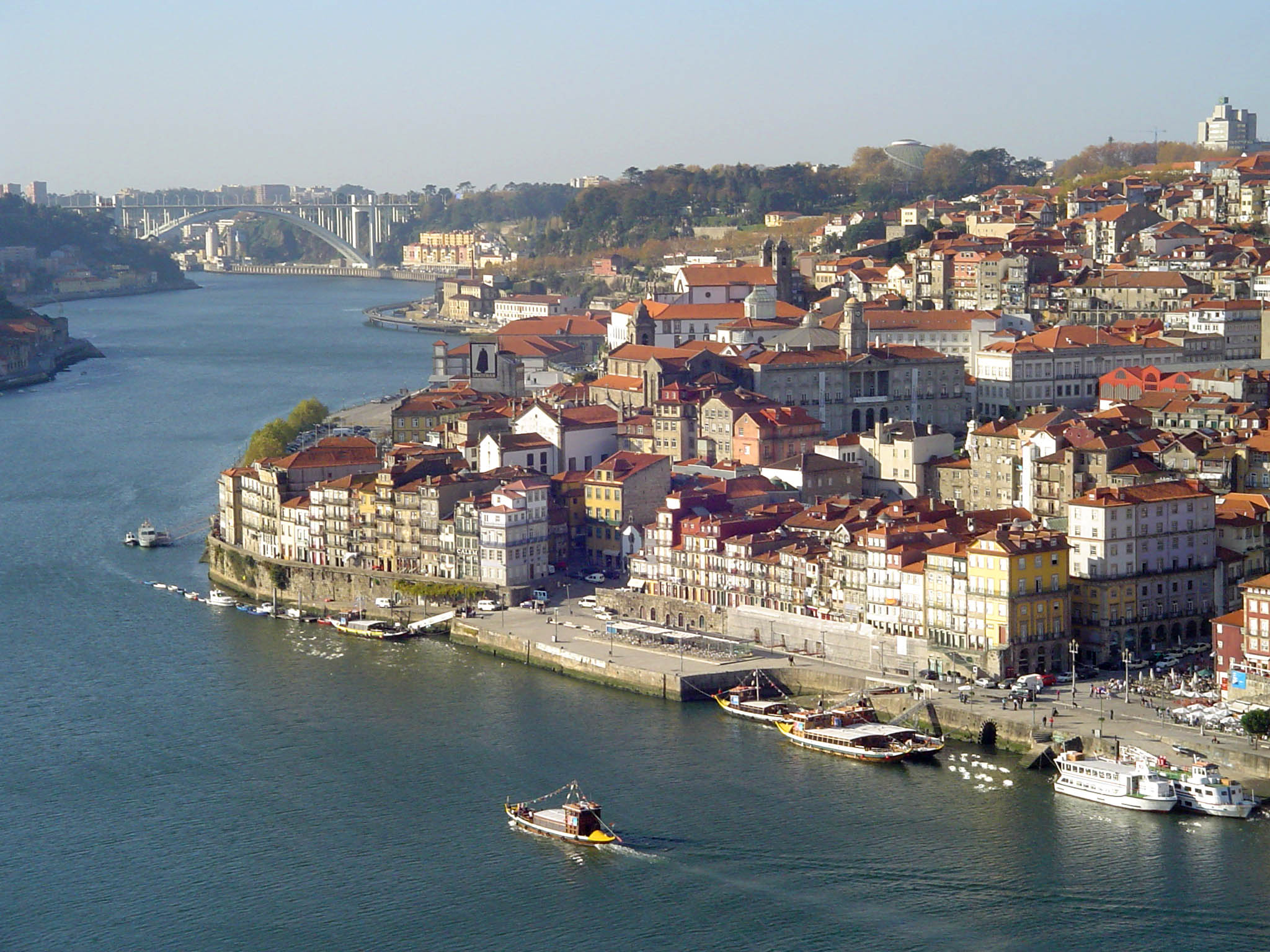
Porto, cidade natal de Tóli.

Tóli César Machado nasceu no Porto, em 1961, sendo o quinto de sete irmãos, com os quais partilhou uma infância feliz. O gosto pela música manifestou-se desde tenra idade quando escutava os discos que a família lhe oferecia, ouvindo-os entusiasticamente num pequeno gira-discos. Um dos primeiros discos de eleição que teve foi Hot Pants de James Brown e seguiram-se outros artistas como Johnny Cash, Led Zeppelin, Yes ou Genesis. Ouvia-os durante horas o que fez assim despertar a admiração também por músicos como Elton John, na qualidade de compositor, e dos bateristas Charlie Watts e Ringo Starr com performances curiosas, que na opinião de Tóli: "estes músicos servem as canções, não são demonstradores de bateria". Em criança tentava imitá-los usando as mãos ou dois paus, outras vezes tocava com os irmãos numa bateria improvisada com formas para bolos e latas. Mas foi com o álbum The Rise and Fall of Ziggy Stardust and the Spiders from Mars (1972), de David Bowie, que a paixão pela música foi levada a sério. O primeiro contacto com a bateria foi aos dez anos de idade em que tocou no casamento de um primo, a convite do grupo que atuava na festa, e que o fez sentir-se fascinado.
Frequentou o Colégio Brotero, no Porto, que tinha uma bateria que usava com alguma frequência, e ainda bombo e tarola. Posteriormente no liceu Garcia de Orta, também no Porto, teve a oportunidade de experimentar o órgão. Mais tarde foi viver temporariamente para Coruche no distrito de Santarém, terra natal de sua mãe, na altura em que frequentava o quinto ano do liceu, com o objetivo de melhorar o rendimento académico. Foi atleta na modalidade de râguebi no Centro de Desporto da Universidade do Porto (CDUP) nas categorias de juvenis e juniores durante quatro anos. Posteriormente frequentou um curso de agricultura em Santo Tirso, para depois no regresso ao Porto, estudar cinema na escola de artes Cooperativa Árvore, em atividade paralela com a música. Desde sempre que Tóli sentiu-se cativado por tudo o que estivesse ligado ao mundo da música, desde os festivais da canção, festas de passagem de ano, bailes de finalistas, ou seja, tudo que tivesse concertos. O concerto que o marcou profundamente foi o de Rory Gallagher, com uma secção rítmica da Alex Harvey Band, que decorreu no Porto e outro que ficou igualmente na sua memória foi o de Joe Jackson.
No decorrer do processo de evolução musical, Tóli César Machado tentou replicar bandas como os Deep Purple ou os Rolling Stones, passando ainda horas a fio ao piano. Essa prática, que se estendeu ao longo dos anos tornou-se uma constante no seu estúdio, em casa, de onde surgiram novas composições, fruto da sua criatividade, rigor e método de trabalho. Tocar piano passou a ser também uma forma de descontração e uma rotina diária. Tal como referiu o compositor: "Eu todos os dias abro o meu estaminé, ligo os computadores, os teclados todos e estou sempre a tocar", justificando porque tem assumido completamente as composições musicais da banda.

### Formação musical com os GNR
A estreia ao vivo do músico aconteceu no colégio Alemão do Porto, por volta dos 18 anos de idade, a convite de amigos que tinham uma banda e frequentavam a escola. A vaga que surgiu na bateria fora ocupada com dedicação e originalidade técnica, deixando a plateia deslumbrada. Alexandre Soares, espetador atento, não hesitou a convidar Tóli para comparecer numa garagem em Francos, no Porto, local inicial de ensaios, para em conjunto desenvolverem o projeto de uma banda que desse continuidade ao movimento de renovação musical denominado 'rock português'. Com 19 anos, Tóli, juntamente com Alexandre Soares e Vítor Rua, iniciaram um percurso notável no panorama musical ao desenvolveram uma das bandas mais emblemáticas, e seguramente a mais criativa, do pop rock português. Nasciam assim os GNR em 1980, no Porto, nas mãos de Alexandre Soares, Vítor Rua e de Tóli César Machado.
Os concertos sucederam-se e rapidamente foram convidados pela multinacional EMI–Valentim de Carvalho para celebrar contrato. A estreia discográfica aconteceu em pleno boom do rock português com o single "Portugal na CEE", em março de 1981, sendo um grande sucesso com vendas que superaram os quinze mil exemplares. O trabalho, fruto da criação de músicas diferentes e experimentais, obedeceu ao objetivo inicial do projeto. Enquanto o sucesso despontava o músico comprou a sua primeira bateria, em segunda mão, ao mesmo tempo que a banda consolidava o êxito com a gravação de mais discos. Dando continuidade ao experimentalismo, Alexandre, Tóli e Vítor convidaram Rui Reininho para integrar a formação na qualidade de vocalista. O convite surgiu na sequência de uma entrevista realizada à banda, que Reininho conduziu para um jornal semanário do Porto, para o qual trabalhava. O cantor, performer e letrista trazia no currículo a experiência e um estilo artístico, adquiridos de certa forma na Anar Band, projeto de música experimental de variante eletrónica, que já era do conhecimento geral e de Tóli.
Foi por altura da edição do primeiro álbum de estúdio Independança, em 1982, que Reininho assumiu as letras das canções. O disco foi um êxito na crítica mas um fracasso em vendas, por ser um trabalho ousado e demasiado vanguardista para a mentalidade portuguesa, nessa época. Alexandre Soares – mentor e fundador da banda – resolveu abandonar os GNR e com essa saída verificou-se que o processo de estruturação das canções sofreu mudanças relevantes. Após a participação na segunda edição do festival de Vilar de Mouros, no verão de 1982, Vítor Rua decidiu também abandonar a banda. Os GNR tinham ficado sem guitarrista e também sem baixista (com as saídas, primeiro, de Mano Zé e depois de Miguel Megre). Em 1983, estando o grupo composto apenas por Tóli e Reininho, ambos decidiram convidar Alexandre Soares para regressar à banda, que ficou até 1987. Faltava colmatar a vaga do baixista. Foi então no local de ensaios dos Bananas, futuros Ban, ocupada temporariamente também pelos GNR, que aconteceu o "rapto" de Jorge Romão que tinha iniciado a sua carreira musical há três meses, precisamente como baixista dos Bananas. Tóli ainda foi convidado por essa  banda para produzir um single, mas esse plano desvaneceu-se após a passagem do baixista para os GNR.
O afastamento de Alexandre permitiu e impulsionou um maior destaque no papel do Tóli, uma vez que passou a ter a possibilidade de deixar ainda mais acentuadamente seu o cunho enquanto distinto criador e compositor nas músicas que se seguiram. A banda tinha encontrado a sonoridade compatível com o gosto dos restantes membros, como foi referido pelo então baterista:
Os Homens Não Se Querem Bonitos (1985) é o que eu chamo de manta de retalhos. Uma confusão. Tem muitas coisas impostas pelo Alexandre que não fazem sentido ali. A sala de ensaios era dele. Era em casa dele que ensaiávamos. Há ali muita coisa que não devia lá estar, que é exagerada. O complexo do experimentalismo. No Psicopátria (1987), a maior parte das canções são minhas e há a oportunidade de tentar fazer um disco de canções à séria, e que se conseguiu muito bem. Não que achássemos que seria um caminho comercial. Sentíamos-nos bem a tocar aquilo, funcionava e era bom. Já havia coisas que soavam mais a canção, com cabeça, tronco e membros: Tinha um refrão, uma bridge... Nem sempre o tínhamos conseguido fazer, e ali conseguimos. Resultava bem. E, se calhar, foi esse disco que nos empurrou um bocadinho para cima.— Tóli César Machado fala do início da nova etapa no grupo.
Durante o trajeto musical, o compositor dedicou-se a tocar outros instrumentos como o acordeão, piano e guitarra, e após ter percebido que a banda havia falhado repetidas vezes no casting dos guitarristas, não os encontrando para a sua banda, Tóli sentiu a necessidade de assumir esse instrumento e largou a bateria, a partir do álbum Do Lado dos Cisnes (2002), o que foi em contrapartida, uma forma de se sentir mais exposto durante os concertos, uma vez que passou a ocupar um lugar mais visível, estando na frente do palco, ao lado do vocalista e do baixista.

"As rádios passavam as canções todas. Não eram só playlists. Agora podes ter um disco cheio de boas canções e, no máximo, passam uma ou duas. Na altura, as rádios passavam, e isso era importante."

– Tóli valoriza o papel da rádio na promoção dos discos.
Outro papel preponderante do compositor que permitiu que a conhecida musicalidade dos GNR se mantivesse, para além da excelsitude do trio Tóli, Reininho e Romão, divisas desta banda, consistiu no facto de Tóli ter  igualmente a incumbência de contratar novos músicos que os acompanharam nos concertos ao vivo ao longo dos anos, e para esse papel aplicou a mesma exigência, o mesmo nível superior e refinado que sempre foi requisitado na banda, em todos os seus desempenhos. Tudo isso contribuiu categoricamente para que o compositor, músico percursor e mentor, conseguisse manter a resistência, desde o início, de uma banda que serve de referência a todos os futuros músicos no meio musical português. Os GNR são irrefutavelmente uma das mais importantes bandas portuguesas das últimas décadas. Foram provocadores, vanguardistas e experimentalistas mas também comerciais, populares, capazes de encher estádios. Com uma venerável carreira de 35 anos, ocupam um espaço só deles, no topo. Essa longa carreira consolidada, levou Tóli a constatar que os três senhores dos GNR sentem que: "Somos pessoas mais tranquilas, mais maduras como músicos". Tóli César Machado foi eleito pela revista Blitz, em 2014, como um dos trinta melhores bateristas da história da música portuguesa.
Em 2015 os GNR tornaram-se discograficamente independentes com a criação da editora IndieFada, em que Tóli desempenha a função de diretor artístico e que na ótica do mesmo, foi uma aposta que tornou-se não só uma forma de investir na própria banda mas permitiu-lhes ter: "mais liberdade, mais tranquilidade e podemos fazer as coisas com mais calma. Não há pressões nem prazos editoriais", concluiu o músico.
A 20 de setembro de 2016, por ocasião da celebração do trigésimo quinto aniversário de carreira, os GNR apresentaram na Casa da Música, no Porto, a biografia oficial intitulada "GNR – Onde Nem a Beladona Cresce", da autoria do jornalista do jornal Público, Hugo Torres, e editada pela Porto Editora. A fotografia da capa do livro é da autoria de João Ferrand e as fotografias do interior do livro são da autoria de Joana Lima Rocha, Alípio Padilha e Pedro Jorge Sottomayor. Anexado à contracapa encontra-se um single com o inédito "O Arranca Coração", no formato mini disco compacto, uma bela melodia com voz e letra de Rui Reininho e composição musical de Tóli César Machado. A história sobre a vida de Tóli está retratada nessa biografia oficial.

## Outros projetos
Ao longo da sua carreira, Tóli teve outras participações musicais com vários artistas da música portuguesa. Em 1981, sendo já membro dos GNR, foi convidado pela Valentim de Carvalho para tocar bateria no single "Flor sonhada", de Manuela Moura Guedes. Em 1982 foi também convidado para produzir, compor e tocar no longa-duração Alibi, da mesma cantora, disco composto por dez faixas. Nesse mesmo ano, ainda participou enquanto baterista no álbum CTU Telectu, dos Telectu. Em 1983 foi novamente convidado pela editora para participar e produzir o álbum Anjo da Guarda que marcou a estreia de António Variações. Nesse trabalho o músico compôs e tocou alguns instrumentos como o piano e bateria. entre outros, contribuindo assim para a grande maioria dos temas, o que se tornou um dos grandes motivos de orgulho de Tóli. Fazer parte de um marco histórico-musical como foi o exemplo desse álbum e estar associado a um dos maiores artistas portugueses, como o António Variações, tornou evidente a vocação e a excelência que definem um músico como Tóli. Em 1996 participou no álbum homónimo da banda Amarguinhas, em que teve a função de misturador e ainda tocou congas na faixa "Toque-toque".
Realizou peças de videoart que expôs em vários certames, nomeadamente na Bienal de Cerveira. Compôs músicas para as bandas sonoras do filme português "Amo-te Teresa" (2000) com o tema "Asas Elétricas", de telenovelas como a "Nunca Digas Adeus" (2001) com as músicas "Nunca mais digas Adeus" e "Vocês",  e na "Sonhos Traídos" (2002) com a faixa "Essa Fada", composições realizadas em conjunto com os GNR. Compôs ainda em nome próprio a banda sonora original do telefilme "Amor Perdido" de 2001.
Em 2016 a estação de rádio portuguesa TSF convidou-o para fazer parte da rubrica "Notas de Autor", que decorreu de segunda a sexta-feira, às 12h50, às 16h50 e às 22h20. Esse programa com transmissão semanal, numa parceria entre a TSF e a Sociedade Portuguesa de Autores (SPA) convidavam um autor ou criador da escrita, música, teatro, cinema ou pintura, em que falavam dos seus próprios trabalhos bem como sugestões diárias do que existe para ler, ver e ouvir. O músico e compositor dos GNR participou nesse programa durante a semana de 5 a 9 de dezembro de 2016, ou seja, foram cinco programas onde sugeriu um disco, um filme, um concerto, um livro e uma exposição.
Ainda no ano de 2016 foi convidado pela estação de televisão portuguesa RTP para fazer parte de um leque de músicos para compor um tema para a 51ª edição do Festival RTP da Canção. A música criada foi "My Paradise", em que a letra da canção foi da autoria de Joana Duarte – vocalista dos Happy Mess – e quem deu a voz foi o estreante David Gomes, que interpretou a canção na segunda semi final do festival, no dia 26 de fevereiro de 2017, mas não foi apurada para a final. Para Tóli César Machado, a experiência no festival da canção foi interessante e inesperada e o facto de o convite ter partido do canal RTP, em especial do radialista Henrique Amaro, influenciou a decisão do músico e compositor para aceitar esse desafio. Foi com o intuito de dar uma hipótese a novos talentos e de ser mais apelativo a um público alvo como o do Festival Eurovisão da Canção que levou-o a escolher um tema em inglês e a escolher o intérprete da sua música.
No dia 13 de abril de 2018, deu-se um ponto marcante na carreira do músico e compositor, com o lançamento do primeiro trabalho em nome próprio. Do projeto Espírito, resultou um álbum da autoria de Tóli César Machado, intitulado Contrário da Escuridão, que é composto por dez temas inéditos, interpretados por alguns cantores lusófonos. O fruto dessa estreia foi uma obra fascinante, intimista e distinta.

## Solidariedade

### Filantropia
No dia 4 de outubro de 2013, a banda portuense participou na primeira Gala Solidária do Instituto Português de Oncologia (IPO), que decorreu no Coliseu da cidade invicta. Os GNR subiram ao palco, em conjunto com outros artistas, unidos por uma causa solidária que consistiu em apoiar o IPO-Porto na luta contra o cancro. A verba angariada reverteu na totalidade para a investigação da doença.
No dia 2 de setembro de 2014, os GNR visitaram as crianças internadas na pediatria do Centro Hospitalar de São João, no Porto, acompanhados pelo "Joãozinho", a mascote do projeto para a área pediátrica. Tóli César Machado, Jorge Romão e Rui Reininho demonstraram apoio ao projeto intitulado “Um Lugar para o Joãozinho”, que consistiu em construir uma nova ala pediátrica nesse hospital e que contou com o apoio da sociedade civil.
No dia 21 de abril de 2017, a banda apoiou novamente o Instituto Português de Oncologia, ao participarem na terceira edição da Gala Solidária, que também celebrou o quadragésimo terceiro aniversário do instituto. Tóli e seus companheiros mostraram-se, mais uma vez, sensibilizados para apoiar a continuidade da investigação cientifica no tratamento do cancro.

### Campanhas de sensibilização
No dia 25 de outubro de 2013, os GNR apadrinharam o Jardim Botânico da Universidade de Trás-os-Montes e Alto Douro. O momento foi assinalado pela plantação de uma árvore que foi batizada com nome da banda e marcou o início da coleção temática "As idades do Homem". À semelhança do Grupo Novo Rock outras personalidades foram convidadas a dar o seu nome a um exemplar da coleção, contribuindo assim para a divulgação, preservação e enriquecimento do próprio Jardim e do estudo do reino vegetal. O Jardim Botânico com cerca de 140 hectares é dos maiores da Europa e está inserido num dos campus universitários mais belos do país, onde são observáveis espécies vegetais vindas dos quatro cantos do mundo. O centro interpretativo alberga um herbário com uma coleção de 2.250 espécies oriundas da Península Ibérica, Norte de África e Europa Central.
A 3 de setembro de 2016, Tóli, Reininho e Romão foram convidados pelo RIAS (Centro de Recuperação e Investigação de Animais Selvagens), da Ria Formosa, para apadrinharem a libertação na natureza de um peneireiro-vulgar. O jovem falcão fora acolhido pelo centro quando ainda era uma cria e, depois de aprender a dominar a arte do voo e a da caça, foi devolvido ao seu habitat natural no Parque Ribeirinho de Faro pelas mãos de Tóli César Machado. A ave de rapina de pequeno porte foi batizada por Rui Reininho de "Asas Eléctricas", nome de uma das músicas dos GNR, e conseguiu cativar a sensibilidade dos elementos da banda que se disponibilizaram a ajudar com qualquer tipo de angariação que fosse necessária a fim de contribuírem para a continuação do trabalho meritório e louvável desse centro de recuperação.

## Prémios com os GNR
Em 2005 os GNR obtiveram o devido reconhecimento pelo trabalho de décadas, ao serem condecorados com a "Medalha de Mérito Cultural", das mãos do Presidente da República Portuguesa Jorge Sampaio. Em 2015 foram galardoados pela Câmara Municipal de Matosinhos com a "Medalha de Mérito Dourada". No dia 11 de novembro de 2016, a Sociedade Portuguesa de Autores (SPA) entregou a medalha de honra da instituição a Tóli César Machado, Rui Reininho e Jorge Romão – GNR – no Auditório Frederico de Freitas, em Lisboa, pela altura do aniversário dos 35 anos de carreira da banda. Os homenageados marcaram presença na cerimónia em que o percurso, a extensa obra discográfica e a performance em palco foram meritoriamente reconhecidos. Dessa forma a SPA distinguiu uma banda mirífica que marcou a história da música portuguesa e que muito contribuiu para consolidar o desenvolvimento do pop rock português, com a criatividade e irreverência características do grupo.